# Tour de l'Algarve 2017
La 43e édition du Tour de l'Algarve a eu lieu du 15 au 19 février 2017. La course fait partie du calendrier UCI Europe Tour 2017 en catégorie 2.HC. La course est remportée par le coureur slovène Primož Roglič de l'équipe Lotto NL-Jumbo, devant Michał Kwiatkowski (Team Sky) et Tony Gallopin (Lotto-Soudal).

## Présentation

### Équipes
Classé en catégorie 2.HC de l'UCI Europe Tour, ce Tour de l'Algarve est par conséquent ouvert aux WorldTeams dans la limite de 70 % des équipes participantes, aux équipes continentales professionnelles, aux équipes continentales portugaises, aux équipes continentales étrangères dans la limite de deux, et à une équipe nationale portugaise.
Vingt-cinq équipes participent à ce Tour de l'Algarve - douze WorldTeams, six équipes continentales professionnelles et sept équipes continentales :
| WorldTeams (12)- Astana - Bora-Hansgrohe - Cannondale-Drapac - Dimension Data - FDJ - Katusha-Alpecin - Lotto NL-Jumbo - Movistar Team - Quick-Step Floors - Sky - Trek-Segafredo - Lotto-Soudal Équipes continentales professionnelles (6)- Caja Rural-Seguros RGA - Cofidis, Solutions Crédits - Gazprom-RusVelo - Manzana Postobón - Roompot-Nederlandse Loterij - Wanty-Groupe Gobert Équipes continentales (7)- Efapel - LA Alumínios-Metalusa-BlackJack - Louletano-Hospital de Loulé - Rally Cycling - RP-Boavista - Sporting-Tavira - W52-FC Porto |
| |

## Étapes
| Étape     | Date    | Villes étapes          | type                        | Distance (km) | Vainqueur d'étape    | Leader du classement général |
| --------- | ------- | ---------------------- | --------------------------- | ------------- | -------------------- | ---------------------------- |
| 1re étape | 15 fév. | Albufeira – Lagos      | étape de plaine             | 182,9         | Fernando Gaviria     | Fernando Gaviria             |
| 2e étape  | 16 fév. | Lagoa – Alto da Fóia   | étape de moyenne montagne   | 189,3         | Dan Martin           | Dan Martin                   |
| 3e étape  | 17 fév. | Sagres – Sagres        | contre-la-montre individuel | 18            | Jonathan Castroviejo | Primož Roglič                |
| 4e étape  | 18 fév. | Almodôvar – Tavira     | étape de plaine             | 203,4         | André Greipel        | Primož Roglič                |
| 5e étape  | 19 fév. | Loulé – Alto do Malhão | étape de moyenne montagne   | 179,2         | Amaro Antunes        | Primož Roglič                |

## Déroulement de la course

### 1reétape
| \| Classement de l'étape \| Classement de l'étape \| Classement de l'étape \| Classement de l'étape \| Classement de l'étape \| \| Coureur \| Coureur \| Pays \| Équipe \| Temps \| \| --------------------- \| --------------------- \| --------------------- \| -------------------------- \| --------------------- \| \| 1er \| Fernando Gaviria \| Colombie \| Quick-Step Floors \| 4 h 28 min 31 s \| \| 2e \| André Greipel \| Allemagne \| Lotto-Soudal \| + 0 s \| \| 3e \| Nacer Bouhanni \| France \| Cofidis, Solutions Crédits \| + 0 s \| \| 4e \| Dylan Groenewegen \| Pays-Bas \| LottoNL-Jumbo \| + 0 s \| \| 5e \| John Degenkolb \| Allemagne \| Trek-Segafredo \| + 0 s \| \| 6e \| Baptiste Planckaert \| Belgique \| Katusha-Alpecin \| + 0 s \| \| 7e \| Matteo Trentin \| Italie \| Quick-Step Floors \| + 0 s \| \| 8e \| Andrea Pasqualon \| Italie \| Wanty-Groupe Gobert \| + 0 s \| \| 9e \| Łukasz Wiśniowski \| Pologne \| Team Sky \| + 0 s \| \| 10e \| Edvald Boasson Hagen \| Norvège \| Dimension Data \| + 0 s \| |                      |           |                            |                 |
| |                      |           |                            |                 |
| |                      |           |                            |                 |
| Classement de l'étape |                      |           |                            |                 |
| Coureur | Coureur              | Pays      | Équipe                     | Temps           |
| 1er | Fernando Gaviria     | Colombie  | Quick-Step Floors          | 4 h 28 min 31 s |
| 2e | André Greipel        | Allemagne | Lotto-Soudal               | + 0 s           |
| 3e | Nacer Bouhanni       | France    | Cofidis, Solutions Crédits | + 0 s           |
| 4e | Dylan Groenewegen    | Pays-Bas  | LottoNL-Jumbo              | + 0 s           |
| 5e | John Degenkolb       | Allemagne | Trek-Segafredo             | + 0 s           |
| 6e | Baptiste Planckaert  | Belgique  | Katusha-Alpecin            | + 0 s           |
| 7e | Matteo Trentin       | Italie    | Quick-Step Floors          | + 0 s           |
| 8e | Andrea Pasqualon     | Italie    | Wanty-Groupe Gobert        | + 0 s           |
| 9e | Łukasz Wiśniowski    | Pologne   | Team Sky                   | + 0 s           |
| 10e | Edvald Boasson Hagen | Norvège   | Dimension Data             | + 0 s           |

| \| Classement général \| Classement général \| Classement général \| Classement général \| Classement général \| \| Coureur \| Coureur \| Pays \| Équipe \| Temps \| \| ------------------ \| ------------------- \| ------------------ \| -------------------------- \| ------------------ \| \| 1er \| Fernando Gaviria \| Colombie \| Quick-Step Floors \| 4 h 28 min 21 s \| \| 2e \| Christoph Pfingsten \| Allemagne \| Bora-Hansgrohe \| + 1 s \| \| 3e \| André Greipel \| Allemagne \| Lotto-Soudal \| + 4 s \| \| 4e \| Justin Oien \| États-Unis \| Caja Rural-Seguros RGA \| + 4 s \| \| 5e \| Nacer Bouhanni \| France \| Cofidis, Solutions Crédits \| + 6 s \| \| 6e \| João Benta \| Portugal \| RP-Boavista \| + 8 s \| \| 7e \| Dylan Groenewegen \| Pays-Bas \| LottoNL-Jumbo \| + 10 s \| \| 8e \| John Degenkolb \| Allemagne \| Trek-Segafredo \| + 10 s \| \| 9e \| Baptiste Planckaert \| Belgique \| Katusha-Alpecin \| + 10 s \| \| 10e \| Matteo Trentin \| Italie \| Quick-Step Floors \| + 10 s \| |                     |            |                            |                 |
| |                     |            |                            |                 |
| |                     |            |                            |                 |
| Classement général |                     |            |                            |                 |
| Coureur | Coureur             | Pays       | Équipe                     | Temps           |
| 1er | Fernando Gaviria    | Colombie   | Quick-Step Floors          | 4 h 28 min 21 s |
| 2e | Christoph Pfingsten | Allemagne  | Bora-Hansgrohe             | + 1 s           |
| 3e | André Greipel       | Allemagne  | Lotto-Soudal               | + 4 s           |
| 4e | Justin Oien         | États-Unis | Caja Rural-Seguros RGA     | + 4 s           |
| 5e | Nacer Bouhanni      | France     | Cofidis, Solutions Crédits | + 6 s           |
| 6e | João Benta          | Portugal   | RP-Boavista                | + 8 s           |
| 7e | Dylan Groenewegen   | Pays-Bas   | LottoNL-Jumbo              | + 10 s          |
| 8e | John Degenkolb      | Allemagne  | Trek-Segafredo             | + 10 s          |
| 9e | Baptiste Planckaert | Belgique   | Katusha-Alpecin            | + 10 s          |
| 10e | Matteo Trentin      | Italie     | Quick-Step Floors          | + 10 s          |

### 2eétape
| \| Classement de l'étape \| Classement de l'étape \| Classement de l'étape \| Classement de l'étape \| Classement de l'étape \| \| Coureur \| Coureur \| Pays \| Équipe \| Temps \| \| --------------------- \| --------------------- \| --------------------- \| ------------------------------- \| --------------------- \| \| 1er \| Dan Martin \| Irlande \| Quick-Step Floors \| 4 h 46 min 35 s \| \| 2e \| Primož Roglič \| Slovénie \| LottoNL-Jumbo \| + 0 s \| \| 3e \| Michał Kwiatkowski \| Pologne \| Team Sky \| + 20 s \| \| 4e \| Amaro Antunes \| Portugal \| W52-FC Porto \| DQ \| \| 5e \| Rinaldo Nocentini \| Italie \| Sporting-Tavira \| + 33 s \| \| 6e \| Luis León Sánchez \| Espagne \| Astana \| + 35 s \| \| 7e \| Jonathan Castroviejo \| Espagne \| Movistar Team \| + 35 s \| \| 8e \| Tony Gallopin \| France \| Lotto-Soudal \| + 35 s \| \| 9e \| Edgar Pinto \| Portugal \| LA Aluminios-Metalusa-BlackJack \| + 35 s \| \| 10e \| Tiesj Benoot \| Belgique \| Lotto-Soudal \| + 46 s \| |                      |          |                                 |                 |
| |                      |          |                                 |                 |
| |                      |          |                                 |                 |
| Classement de l'étape |                      |          |                                 |                 |
| Coureur | Coureur              | Pays     | Équipe                          | Temps           |
| 1er | Dan Martin           | Irlande  | Quick-Step Floors               | 4 h 46 min 35 s |
| 2e | Primož Roglič        | Slovénie | LottoNL-Jumbo                   | + 0 s           |
| 3e | Michał Kwiatkowski   | Pologne  | Team Sky                        | + 20 s          |
| 4e | Amaro Antunes        | Portugal | W52-FC Porto                    | DQ              |
| 5e | Rinaldo Nocentini    | Italie   | Sporting-Tavira                 | + 33 s          |
| 6e | Luis León Sánchez    | Espagne  | Astana                          | + 35 s          |
| 7e | Jonathan Castroviejo | Espagne  | Movistar Team                   | + 35 s          |
| 8e | Tony Gallopin        | France   | Lotto-Soudal                    | + 35 s          |
| 9e | Edgar Pinto          | Portugal | LA Aluminios-Metalusa-BlackJack | + 35 s          |
| 10e | Tiesj Benoot         | Belgique | Lotto-Soudal                    | + 46 s          |

| \| Classement général \| Classement général \| Classement général \| Classement général \| Classement général \| \| Coureur \| Coureur \| Pays \| Équipe \| Temps \| \| ------------------ \| -------------------- \| ------------------ \| ------------------------------- \| ------------------ \| \| 1er \| Dan Martin \| Irlande \| Quick-Step Floors \| 9 h 14 min 56 s \| \| 2e \| Primož Roglič \| Slovénie \| LottoNL-Jumbo \| + 4 s \| \| 3e \| Michał Kwiatkowski \| Pologne \| Team Sky \| + 26 s \| \| 4e \| Amaro Antunes \| Portugal \| W52-FC Porto \| DQ \| \| 5e \| Tony Gallopin \| France \| Lotto-Soudal \| + 43 s \| \| 6e \| Rinaldo Nocentini \| Italie \| Sporting-Tavira \| + 43 s \| \| 7e \| Luis León Sánchez \| Espagne \| Astana \| + 45 s \| \| 8e \| Edgar Pinto \| Portugal \| LA Aluminios-Metalusa-BlackJack \| + 45 s \| \| 9e \| Jonathan Castroviejo \| Espagne \| Movistar Team \| + 45 s \| \| 10e \| Tiesj Benoot \| Belgique \| Lotto-Soudal \| + 56 s \| |                      |          |                                 |                 |
| |                      |          |                                 |                 |
| |                      |          |                                 |                 |
| Classement général |                      |          |                                 |                 |
| Coureur | Coureur              | Pays     | Équipe                          | Temps           |
| 1er | Dan Martin           | Irlande  | Quick-Step Floors               | 9 h 14 min 56 s |
| 2e | Primož Roglič        | Slovénie | LottoNL-Jumbo                   | + 4 s           |
| 3e | Michał Kwiatkowski   | Pologne  | Team Sky                        | + 26 s          |
| 4e | Amaro Antunes        | Portugal | W52-FC Porto                    | DQ              |
| 5e | Tony Gallopin        | France   | Lotto-Soudal                    | + 43 s          |
| 6e | Rinaldo Nocentini    | Italie   | Sporting-Tavira                 | + 43 s          |
| 7e | Luis León Sánchez    | Espagne  | Astana                          | + 45 s          |
| 8e | Edgar Pinto          | Portugal | LA Aluminios-Metalusa-BlackJack | + 45 s          |
| 9e | Jonathan Castroviejo | Espagne  | Movistar Team                   | + 45 s          |
| 10e | Tiesj Benoot         | Belgique | Lotto-Soudal                    | + 56 s          |

### 3eétape
| \| Classement de l'étape \| Classement de l'étape \| Classement de l'étape \| Classement de l'étape \| Classement de l'étape \| \| Coureur \| Coureur \| Pays \| Équipe \| Temps \| \| --------------------- \| --------------------- \| --------------------- \| --------------------- \| --------------------- \| \| 1er \| Jonathan Castroviejo \| Espagne \| Movistar Team \| 21 min 24 s \| \| 2e \| Tony Martin \| Allemagne \| Katusha-Alpecin \| + 4 s \| \| 3e \| Primož Roglič \| Slovénie \| LottoNL-Jumbo \| + 5 s \| \| 4e \| Michał Kwiatkowski \| Pologne \| Team Sky \| + 5 s \| \| 5e \| Lars Boom \| Pays-Bas \| LottoNL-Jumbo \| + 11 s \| \| 6e \| Arnaud Démare \| France \| FDJ \| + 12 s \| \| 7e \| Alex Dowsett \| Royaume-Uni \| Movistar Team \| + 16 s \| \| 8e \| Edvald Boasson Hagen \| Norvège \| Dimension Data \| + 20 s \| \| 9e \| Nélson Oliveira \| Portugal \| Movistar Team \| + 20 s \| \| 10e \| Tony Gallopin \| France \| Lotto-Soudal \| + 21 s \| |                      |             |                 |             |
| |                      |             |                 |             |
| |                      |             |                 |             |
| Classement de l'étape |                      |             |                 |             |
| Coureur | Coureur              | Pays        | Équipe          | Temps       |
| 1er | Jonathan Castroviejo | Espagne     | Movistar Team   | 21 min 24 s |
| 2e | Tony Martin          | Allemagne   | Katusha-Alpecin | + 4 s       |
| 3e | Primož Roglič        | Slovénie    | LottoNL-Jumbo   | + 5 s       |
| 4e | Michał Kwiatkowski   | Pologne     | Team Sky        | + 5 s       |
| 5e | Lars Boom            | Pays-Bas    | LottoNL-Jumbo   | + 11 s      |
| 6e | Arnaud Démare        | France      | FDJ             | + 12 s      |
| 7e | Alex Dowsett         | Royaume-Uni | Movistar Team   | + 16 s      |
| 8e | Edvald Boasson Hagen | Norvège     | Dimension Data  | + 20 s      |
| 9e | Nélson Oliveira      | Portugal    | Movistar Team   | + 20 s      |
| 10e | Tony Gallopin        | France      | Lotto-Soudal    | + 21 s      |

| \| Classement général \| Classement général \| Classement général \| Classement général \| Classement général \| \| Coureur \| Coureur \| Pays \| Équipe \| Temps \| \| ------------------ \| -------------------- \| ------------------ \| ------------------ \| ------------------ \| \| 1er \| Primož Roglič \| Slovénie \| LottoNL-Jumbo \| 9 h 36 min 29 s \| \| 2e \| Michał Kwiatkowski \| Pologne \| Team Sky \| + 22 s \| \| 3e \| Jonathan Castroviejo \| Espagne \| Movistar Team \| + 36 s \| \| 4e \| Tony Gallopin \| France \| Lotto-Soudal \| + 55 s \| \| 5e \| Luis León Sánchez \| Espagne \| Astana \| + 59 s \| \| 6e \| Dan Martin \| Irlande \| Quick-Step Floors \| + 1 min 31 s \| \| 7e \| Tony Martin \| Allemagne \| Katusha-Alpecin \| + 1 min 40 s \| \| 8e \| Tiesj Benoot \| Belgique \| Lotto-Soudal \| + 1 min 49 s \| \| 9e \| Amaro Antunes \| Portugal \| W52-FC Porto \| DQ \| \| 10e \| Rinaldo Nocentini \| Italie \| Sporting-Tavira \| + 1 min 56 s \| |                      |           |                   |                 |
| |                      |           |                   |                 |
| |                      |           |                   |                 |
| Classement général |                      |           |                   |                 |
| Coureur | Coureur              | Pays      | Équipe            | Temps           |
| 1er | Primož Roglič        | Slovénie  | LottoNL-Jumbo     | 9 h 36 min 29 s |
| 2e | Michał Kwiatkowski   | Pologne   | Team Sky          | + 22 s          |
| 3e | Jonathan Castroviejo | Espagne   | Movistar Team     | + 36 s          |
| 4e | Tony Gallopin        | France    | Lotto-Soudal      | + 55 s          |
| 5e | Luis León Sánchez    | Espagne   | Astana            | + 59 s          |
| 6e | Dan Martin           | Irlande   | Quick-Step Floors | + 1 min 31 s    |
| 7e | Tony Martin          | Allemagne | Katusha-Alpecin   | + 1 min 40 s    |
| 8e | Tiesj Benoot         | Belgique  | Lotto-Soudal      | + 1 min 49 s    |
| 9e | Amaro Antunes        | Portugal  | W52-FC Porto      | DQ              |
| 10e | Rinaldo Nocentini    | Italie    | Sporting-Tavira   | + 1 min 56 s    |

### 4eétape
| \| Classement de l'étape \| Classement de l'étape \| Classement de l'étape \| Classement de l'étape \| Classement de l'étape \| \| Coureur \| Coureur \| Pays \| Équipe \| Temps \| \| --------------------- \| --------------------- \| --------------------- \| -------------------------- \| --------------------- \| \| 1er \| André Greipel \| Allemagne \| Lotto-Soudal \| 4 h 57 min 51 s \| \| 2e \| John Degenkolb \| Allemagne \| Trek-Segafredo \| + 0 s \| \| 3e \| Dylan Groenewegen \| Pays-Bas \| LottoNL-Jumbo \| + 0 s \| \| 4e \| Arnaud Démare \| France \| FDJ \| + 0 s \| \| 5e \| Jasper Stuyven \| Belgique \| Trek-Segafredo \| + 0 s \| \| 6e \| Andrea Pasqualon \| Italie \| Wanty-Groupe Gobert \| + 0 s \| \| 7e \| Fernando Gaviria \| Colombie \| Quick-Step Floors \| + 0 s \| \| 8e \| Nacer Bouhanni \| France \| Cofidis, Solutions Crédits \| + 0 s \| \| 9e \| Michael Schwarzmann \| Allemagne \| Bora-Hansgrohe \| + 0 s \| \| 10e \| Edvald Boasson Hagen \| Norvège \| Dimension Data \| + 0 s \| |                      |           |                            |                 |
| |                      |           |                            |                 |
| |                      |           |                            |                 |
| Classement de l'étape |                      |           |                            |                 |
| Coureur | Coureur              | Pays      | Équipe                     | Temps           |
| 1er | André Greipel        | Allemagne | Lotto-Soudal               | 4 h 57 min 51 s |
| 2e | John Degenkolb       | Allemagne | Trek-Segafredo             | + 0 s           |
| 3e | Dylan Groenewegen    | Pays-Bas  | LottoNL-Jumbo              | + 0 s           |
| 4e | Arnaud Démare        | France    | FDJ                        | + 0 s           |
| 5e | Jasper Stuyven       | Belgique  | Trek-Segafredo             | + 0 s           |
| 6e | Andrea Pasqualon     | Italie    | Wanty-Groupe Gobert        | + 0 s           |
| 7e | Fernando Gaviria     | Colombie  | Quick-Step Floors          | + 0 s           |
| 8e | Nacer Bouhanni       | France    | Cofidis, Solutions Crédits | + 0 s           |
| 9e | Michael Schwarzmann  | Allemagne | Bora-Hansgrohe             | + 0 s           |
| 10e | Edvald Boasson Hagen | Norvège   | Dimension Data             | + 0 s           |

| \| Classement général \| Classement général \| Classement général \| Classement général \| Classement général \| \| Coureur \| Coureur \| Pays \| Équipe \| Temps \| \| ------------------ \| -------------------- \| ------------------ \| ------------------ \| ------------------ \| \| 1er \| Primož Roglič \| Slovénie \| LottoNL-Jumbo \| 14 h 34 min 20 s \| \| 2e \| Michał Kwiatkowski \| Pologne \| Team Sky \| + 22 s \| \| 3e \| Jonathan Castroviejo \| Espagne \| Movistar Team \| + 36 s \| \| 4e \| Tony Gallopin \| France \| Lotto-Soudal \| + 55 s \| \| 5e \| Luis León Sánchez \| Espagne \| Astana \| + 59 s \| \| 6e \| Dan Martin \| Irlande \| Quick-Step Floors \| + 1 min 31 s \| \| 7e \| Tony Martin \| Allemagne \| Katusha-Alpecin \| + 1 min 40 s \| \| 8e \| Tiesj Benoot \| Belgique \| Lotto-Soudal \| + 1 min 49 s \| \| 9e \| Amaro Antunes \| Portugal \| W52-FC Porto \| DQ \| \| 10e \| Rinaldo Nocentini \| Italie \| Sporting-Tavira \| + 1 min 56 s \| |                      |           |                   |                  |
| |                      |           |                   |                  |
| |                      |           |                   |                  |
| Classement général |                      |           |                   |                  |
| Coureur | Coureur              | Pays      | Équipe            | Temps            |
| 1er | Primož Roglič        | Slovénie  | LottoNL-Jumbo     | 14 h 34 min 20 s |
| 2e | Michał Kwiatkowski   | Pologne   | Team Sky          | + 22 s           |
| 3e | Jonathan Castroviejo | Espagne   | Movistar Team     | + 36 s           |
| 4e | Tony Gallopin        | France    | Lotto-Soudal      | + 55 s           |
| 5e | Luis León Sánchez    | Espagne   | Astana            | + 59 s           |
| 6e | Dan Martin           | Irlande   | Quick-Step Floors | + 1 min 31 s     |
| 7e | Tony Martin          | Allemagne | Katusha-Alpecin   | + 1 min 40 s     |
| 8e | Tiesj Benoot         | Belgique  | Lotto-Soudal      | + 1 min 49 s     |
| 9e | Amaro Antunes        | Portugal  | W52-FC Porto      | DQ               |
| 10e | Rinaldo Nocentini    | Italie    | Sporting-Tavira   | + 1 min 56 s     |

### 5eétape
| \| Classement de l'étape \| Classement de l'étape \| Classement de l'étape \| Classement de l'étape \| Classement de l'étape \| \| Coureur \| Coureur \| Pays \| Équipe \| Temps \| \| --------------------- \| ------------------------ \| --------------------- \| --------------------------- \| --------------------- \| \| 1er \| Amaro Antunes \| Portugal \| W52-FC Porto \| DQ \| \| 2e \| Vicente García de Mateos \| Espagne \| Louletano-Hospital de Loulé \| + 12 s \| \| 3e \| Tiesj Benoot \| Belgique \| Lotto-Soudal \| + 12 s \| \| 4e \| Michał Kwiatkowski \| Pologne \| Team Sky \| + 15 s \| \| 5e \| Primož Roglič \| Slovénie \| LottoNL-Jumbo \| + 15 s \| \| 6e \| Rinaldo Nocentini \| Italie \| Sporting-Tavira \| + 15 s \| \| 7e \| Jaime Rosón \| Espagne \| Caja Rural-Seguros RGA \| + 15 s \| \| 8e \| Luis León Sánchez \| Espagne \| Astana \| + 15 s \| \| 9e \| Tony Gallopin \| France \| Lotto-Soudal \| + 15 s \| \| 10e \| David de la Fuente \| Espagne \| Louletano-Hospital de Loulé \| + 15 s \| |                          |          |                             |        |
| |                          |          |                             |        |
| |                          |          |                             |        |
| Classement de l'étape |                          |          |                             |        |
| Coureur | Coureur                  | Pays     | Équipe                      | Temps  |
| 1er | Amaro Antunes            | Portugal | W52-FC Porto                | DQ     |
| 2e | Vicente García de Mateos | Espagne  | Louletano-Hospital de Loulé | + 12 s |
| 3e | Tiesj Benoot             | Belgique | Lotto-Soudal                | + 12 s |
| 4e | Michał Kwiatkowski       | Pologne  | Team Sky                    | + 15 s |
| 5e | Primož Roglič            | Slovénie | LottoNL-Jumbo               | + 15 s |
| 6e | Rinaldo Nocentini        | Italie   | Sporting-Tavira             | + 15 s |
| 7e | Jaime Rosón              | Espagne  | Caja Rural-Seguros RGA      | + 15 s |
| 8e | Luis León Sánchez        | Espagne  | Astana                      | + 15 s |
| 9e | Tony Gallopin            | France   | Lotto-Soudal                | + 15 s |
| 10e | David de la Fuente       | Espagne  | Louletano-Hospital de Loulé | + 15 s |

## Classements finals

### Classement général final
| \| Classement général \| Classement général \| Classement général \| Classement général \| Classement général \| \| Coureur \| Coureur \| Pays \| Équipe \| Temps \| \| ------------------ \| -------------------- \| ------------------ \| ------------------------------- \| ------------------ \| \| 1er \| Primož Roglič \| Slovénie \| LottoNL-Jumbo \| 19 h 04 min 03 s \| \| 2e \| Michał Kwiatkowski \| Pologne \| Team Sky \| + 22 s \| \| 3e \| Tony Gallopin \| France \| Lotto-Soudal \| + 55 s \| \| 4e \| Luis León Sánchez \| Espagne \| Astana \| + 59 s \| \| 5e \| Amaro Antunes \| Portugal \| W52-FC Porto \| DQ \| \| 6e \| Dan Martin \| Irlande \| Quick-Step Floors \| + 1 min 36 s \| \| 7e \| Jonathan Castroviejo \| Espagne \| Movistar Team \| + 1 min 40 s \| \| 8e \| Tiesj Benoot \| Belgique \| Lotto-Soudal \| + 1 min 42 s \| \| 9e \| Rinaldo Nocentini \| Italie \| Sporting-Tavira \| + 1 min 56 s \| \| 10e \| Edgar Pinto \| Portugal \| LA Aluminios-Metalusa-BlackJack \| + 2 min 19 s \| \| 11e \| Tony Martin \| Allemagne \| Katusha-Alpecin \| + 2 min 38 s \| \| 12e \| Simon Špilak \| Slovénie \| Katusha-Alpecin \| + 2 min 41 s \| \| 13e \| Alejandro Marque \| Espagne \| Sporting-Tavira \| + 2 min 46 s \| \| 14e \| Davide Villella \| Italie \| Cannondale-Drapac \| + 2 min 50 s \| \| 15e \| Pello Bilbao \| Espagne \| Astana \| + 3 min 13 s \| |                      |           |                                 |                  |
| |                      |           |                                 |                  |
| Source : ProCyclingStats |                      |           |                                 |                  |
| Classement général |                      |           |                                 |                  |
| Coureur | Coureur              | Pays      | Équipe                          | Temps            |
| 1er | Primož Roglič        | Slovénie  | LottoNL-Jumbo                   | 19 h 04 min 03 s |
| 2e | Michał Kwiatkowski   | Pologne   | Team Sky                        | + 22 s           |
| 3e | Tony Gallopin        | France    | Lotto-Soudal                    | + 55 s           |
| 4e | Luis León Sánchez    | Espagne   | Astana                          | + 59 s           |
| 5e | Amaro Antunes        | Portugal  | W52-FC Porto                    | DQ               |
| 6e | Dan Martin           | Irlande   | Quick-Step Floors               | + 1 min 36 s     |
| 7e | Jonathan Castroviejo | Espagne   | Movistar Team                   | + 1 min 40 s     |
| 8e | Tiesj Benoot         | Belgique  | Lotto-Soudal                    | + 1 min 42 s     |
| 9e | Rinaldo Nocentini    | Italie    | Sporting-Tavira                 | + 1 min 56 s     |
| 10e | Edgar Pinto          | Portugal  | LA Aluminios-Metalusa-BlackJack | + 2 min 19 s     |
| 11e | Tony Martin          | Allemagne | Katusha-Alpecin                 | + 2 min 38 s     |
| 12e | Simon Špilak         | Slovénie  | Katusha-Alpecin                 | + 2 min 41 s     |
| 13e | Alejandro Marque     | Espagne   | Sporting-Tavira                 | + 2 min 46 s     |
| 14e | Davide Villella      | Italie    | Cannondale-Drapac               | + 2 min 50 s     |
| 15e | Pello Bilbao         | Espagne   | Astana                          | + 3 min 13 s     |

### Classements annexes
| Classement par points | Classement de la montagne |

| Classement du meilleur jeune | Classement par équipes |

### UCI Europe Tour
Ce Tour de l'Algarve attribue des points pour l'UCI Europe Tour 2017, y compris aux coureurs faisant partie d'une équipe ayant un label WorldTeam. De plus la course donne le même nombre de points individuellement à tous les coureurs pour le Classement mondial UCI 2017.
| Position,          | 1er | 2e  | 3e  | 4e  | 5e | 6e | 7e | 8e | 9e | 10e | 11e | 12e | 13e | 14e | 15e | 16e à 30e | 31e à 40e |
| Classement général | 200 | 150 | 125 | 100 | 85 | 70 | 60 | 50 | 40 | 35  | 30  | 25  | 20  | 15  | 10  | 5         | 3         |
| Par étape          | 20  | 10  | 5   |     |    |    |    |    |    |     |     |     |     |     |     |           |           |
| Leader, par étape  | 5   |     |     |     |    |    |    |    |    |     |     |     |     |     |     |           |           |

## Liste des participants
| Légende                             | Légende                                                                                                  | Légende                                | Légende                                                                                                  |
| ----------------------------------- | --- | -------------------------------------- | --- |
| Num                                 | Dossard de départ porté par le coureur sur ce Tour de l'Algarve                                          | Pos                                    | Position finale au classement général                                                                    |
| Leader du classement général        | Indique le vainqueur du classement général                                                               | Leader du classement par points        | Indique le vainqueur du classement par points                                                            |
| Leader du classement de la montagne | Indique le vainqueur du classement de la montagne                                                        | Leader du classement du meilleur jeune | Indique le vainqueur du classement du meilleur jeune                                                     |
|                                     | Indique un maillot de champion national ou mondial, suivi de sa spécialité                               | #                                      | Indique la meilleure équipe                                                                              |
| NP                                  | Indique un coureur qui n'a pas pris le départ d'une étape, suivi du numéro de l'étape où il s'est retiré | AB                                     | Indique un coureur qui n'a pas terminé une étape, suivi du numéro de l'étape où il s'est retiré          |
| HD                                  | Indique un coureur qui a terminé une étape hors des délais, suivi du numéro de l'étape                   | *                                      | Indique un coureur en lice pour le classement du meilleur jeune (coureurs nés après le 1er janvier 1994) |

| Astana AST          | Astana AST                                  | Astana AST |
| ------------------- | ------------------------------------------- | ---------- |
| Num                 | Coureur                                     | Pos        |
| 1                   | Peio Bilbao (ESP)                           | 16e        |
| 2                   | Dario Cataldo (ITA)                         | AB-5       |
| 3                   | Sergey Chernetskiy (RUS) (Contre-la-montre) | 53e        |
| 4                   | Oscar Gatto (ITA)                           | 91e        |
| 5                   | Jesper Hansen (DEN)                         | 54e        |
| 6                   | Moreno Moser (ITA)                          | 43e        |
| 7                   | Luis León Sánchez (ESP)                     | 4e         |
| 8                   | Michele Scarponi (ITA)                      | 19e        |
| Directeur sportif : |                                             |            |

| Bora-Hansgrohe BOH  | Bora-Hansgrohe BOH        | Bora-Hansgrohe BOH |
| ------------------- | ------------------------- | ------------------ |
| Num                 | Coureur                   | Pos                |
| 11                  | Jan Bárta (CZE)           | 27e                |
| 12                  | Cesare Benedetti (ITA)    | 79e                |
| 13                  | Silvio Herklotz (GER)     | 28e                |
| 14                  | José Mendes (POR) (Route) | 34e                |
| 15                  | Christoph Pfingsten (GER) | 74e                |
| 16                  | Lukas Pöstlberger (AUT)   | 130e               |
| 17                  | Andreas Schillinger (GER) | 103e               |
| 18                  | Michael Schwarzmann (GER) | 113e               |
| Directeur sportif : |                           |                    |

| Cannondale-Drapac CDT | Cannondale-Drapac CDT                   | Cannondale-Drapac CDT |
| --------------------- | --------------------------------------- | --------------------- |
| Num                   | Coureur                                 | Pos                   |
| 21                    | Alberto Bettiol (ITA)                   | 64e                   |
| 22                    | Sebastian Langeveld (NED)               | 131e                  |
| 23                    | Ryan Mullen (IRL)                       | 149e                  |
| 24                    | Taylor Phinney (USA) (Contre-la-montre) | 143e                  |
| 25                    | Dylan van Baarle (NED)                  | 47e                   |
| 26                    | Sep Vanmarcke (BEL)                     | 88e                   |
| 27                    | Davide Villella (ITA)                   | 14e                   |
| 28                    | Wouter Wippert (NED)                    | 137e                  |
| Directeur sportif :   |                                         |                       |

| FDJ                 | FDJ                                          | FDJ  |
| ------------------- | -------------------------------------------- | ---- |
| Num                 | Coureur                                      | Pos  |
| 31                  | Arnaud Démare (FRA)                          | 99e  |
| 32                  | Mickaël Delage (FRA)                         | 134e |
| 33                  | Marc Fournier (FRA)                          | AB-5 |
| 34                  | David Gaudu (FRA)                            | 37e  |
| 35                  | Jacopo Guarnieri (ITA)                       | 147e |
| 36                  | Ignatas Konovalovas (LTU) (Contre-la-montre) | 119e |
| 37                  | Marc Sarreau (FRA)                           | 138e |
| 38                  | Benoît Vaugrenard (FRA)                      | 71e  |
| Directeur sportif : |                                              |      |

| Lotto-Soudal LTS    | Lotto-Soudal LTS            | Lotto-Soudal LTS |
| ------------------- | --------------------------- | ---------------- |
| Num                 | Coureur                     | Pos              |
| 41                  | Tiesj Benoot (BEL)          | 8e               |
| 42                  | Jens Debusschere (BEL)      | AB-5             |
| 43                  | Tony Gallopin (FRA)         | 3e               |
| 44                  | André Greipel (GER) (Route) | 107e             |
| 45                  | Nikolas Maes (BEL)          | 140e             |
| 46                  | Jürgen Roelandts (BEL)      | 87e              |
| 47                  | Frederik Frison (BEL)       | 135e             |
| 48                  | Jelle Wallays (BEL)         | 126e             |
| Directeur sportif : |                             |                  |

| Movistar MOV        | Movistar MOV                                  | Movistar MOV |
| ------------------- | --------------------------------------------- | ------------ |
| Num                 | Coureur                                       | Pos          |
| 51                  | Carlos Barbero (ESP)                          | AB-5         |
| 52                  | Nuno Bico (POR)                               | 63e          |
| 53                  | Richard Carapaz (ECU)                         | AB-5         |
| 54                  | Héctor Carretero (ESP)                        | 59e          |
| 55                  | Jonathan Castroviejo (ESP) (Contre-la-montre) | 7e           |
| 56                  | Nélson Oliveira (POR) (Contre-la-montre)      | 18e          |
| 57                  | Antonio Pedrero (ESP)                         | 32e          |
| 58                  | Alex Dowsett (GBR) (Contre-la-montre)         | NP-4         |
| Directeur sportif : |                                               |              |

| Quick-Step Floors QST | Quick-Step Floors QST     | Quick-Step Floors QST |
| --------------------- | ------------------------- | --------------------- |
| Num                   | Coureur                   | Pos                   |
| 61                    | Daniel Martin (IRL)       | 6e                    |
| 62                    | Fernando Gaviria (COL)    | AB-5                  |
| 63                    | Dries Devenyns (BEL)      | 48e                   |
| 64                    | Enric Mas (ESP)           | 33e                   |
| 65                    | Maximiliano Richeze (ARG) | 153e                  |
| 66                    | Zdeněk Štybar (CZE)       | 40e                   |
| 67                    | Matteo Trentin (ITA)      | 138e                  |
| 68                    | Julien Vermote (BEL)      | 62e                   |
| Directeur sportif :   |                           |                       |

| Dimension Data DDD  | Dimension Data DDD                                     | Dimension Data DDD |
| ------------------- | ------------------------------------------------------ | ------------------ |
| Num                 | Coureur                                                | Pos                |
| 71                  | Natnael Berhane (ERI)                                  | 135e               |
| 72                  | Edvald Boasson Hagen (NOR) (Route et Contre-la-montre) | 52e                |
| 73                  | Steve Cummings (GBR)                                   | AB-2               |
| 74                  | Omar Fraile (ESP)                                      | AB-5               |
| 75                  | Benjamin King (USA)                                    | 81e                |
| 76                  | Scott Thwaites (GBR)                                   | 44e                |
| 77                  | Johann van Zyl (RSA)                                   | 145e               |
| 78                  | Mark Cavendish (GBR)                                   | AB-5               |
| Directeur sportif : |                                                        |                    |

| Katusha-Alpecin KAT | Katusha-Alpecin KAT                                     | Katusha-Alpecin KAT |
| ------------------- | ------------------------------------------------------- | ------------------- |
| Num                 | Coureur                                                 | Pos                 |
| 81                  | Tony Martin (GER) (Contre-la-montre) (Contre-la-montre) | 11e                 |
| 82                  | José Gonçalves (POR)                                    | 51e                 |
| 83                  | Maurits Lammertink (NED)                                | 30e                 |
| 84                  | Tiago Machado (POR)                                     | 20e                 |
| 85                  | Sven Erik Bystrøm (NOR)                                 | AB-5                |
| 86                  | Simon Špilak (SLO)                                      | 12e                 |
| 87                  | Baptiste Planckaert (BEL)                               | AB-5                |
| 88                  | Mads Würtz Schmidt (DEN)                                | 108e                |
| Directeur sportif : |                                                         |                     |

| Lotto NL-Jumbo LNJ  | Lotto NL-Jumbo LNJ                     | Lotto NL-Jumbo LNJ |
| ------------------- | -------------------------------------- | ------------------ |
| Num                 | Coureur                                | Pos                |
| 91                  | Lars Boom (NED)                        | 83e                |
| 92                  | Dylan Groenewegen (NED) (Route)        | AB-5               |
| 93                  | Gijs Van Hoecke (BEL)                  | AB-5               |
| 94                  | Tom Leezer (NED)                       | 110e               |
| 95                  | Primož Roglič (SLO) (Contre-la-montre) | 1er                |
| 96                  | Timo Roosen (NED)                      | 85e                |
| 97                  | Robert Wagner (GER)                    | AB-5               |
| 98                  | Maarten Wynants (BEL)                  | AB-5               |
| Directeur sportif : |                                        |                    |

| Sky SKY             | Sky SKY                  | Sky SKY |
| ------------------- | ------------------------ | ------- |
| Num                 | Coureur                  | Pos     |
| 101                 | Ian Boswell (USA)        | AB-2    |
| 102                 | Philip Deignan (IRL)     | 111e    |
| 103                 | Tao Geoghegan Hart (GBR) | 42e     |
| 104                 | Michał Gołaś (POL)       | 67e     |
| 105                 | Michał Kwiatkowski (POL) | 2e      |
| 106                 | Gianni Moscon (ITA)      | 29e     |
| 107                 | Salvatore Puccio (ITA)   | 41e     |
| 108                 | Łukasz Wiśniowski (POL)  | 80e     |
| Directeur sportif : |                          |         |

| Trek-Segafredo TSF  | Trek-Segafredo TSF    | Trek-Segafredo TSF |
| ------------------- | --------------------- | ------------------ |
| Num                 | Coureur               | Pos                |
| 111                 | Ruben Guerreiro (POR) | AB-4               |
| 112                 | John Degenkolb (GER)  | 69e                |
| 113                 | Koen de Kort (NED)    | 72e                |
| 114                 | Mads Pedersen (DEN)   | 102e               |
| 115                 | Grégory Rast (SUI)    | 97e                |
| 116                 | Jasper Stuyven (BEL)  | 25e                |
| 117                 | Edward Theuns (BEL)   | 95e                |
| 118                 | Boy van Poppel (NED)  | 139e               |
| Directeur sportif : |                       |                    |

| Caja Rural-Seguros RGA CJR | Caja Rural-Seguros RGA CJR | Caja Rural-Seguros RGA CJR |
| -------------------------- | -------------------------- | -------------------------- |
| Num                        | Coureur                    | Pos                        |
| 121                        | Jaime Rosón (ESP)          | 15e                        |
| 122                        | Fabricio Ferrari (URU)     | 60e                        |
| 123                        | Dylan Page (SUI)           | AB-5                       |
| 124                        | Jonathan Lastra (ESP)      | 66e                        |
| 125                        |                            |                            |
| 126                        | Josu Zabala (ESP)          | 142e                       |
| 127                        |                            |                            |
| 128                        | Justin Oien (USA)          | 112e                       |
| Directeur sportif :        |                            |                            |

| Cofidis COF         | Cofidis COF               | Cofidis COF |
| ------------------- | ------------------------- | ----------- |
| Num                 | Coureur                   | Pos         |
| 131                 | Nacer Bouhanni (FRA)      | 124e        |
| 132                 | Jimmy Turgis (FRA)        | 125e        |
| 133                 | Michael Van Staeyen (BEL) | NP-5        |
| 134                 | Christophe Laporte (FRA)  | AB-5        |
| 135                 | Geoffrey Soupe (FRA)      | 104e        |
| 136                 | Anthony Turgis (FRA)      | 21e         |
| 137                 | Kenneth Van Bilsen (BEL)  | AB-5        |
| 138                 | Jonas Van Genechten (BEL) | 150e        |
| Directeur sportif : |                           |             |

| Gazprom-RusVelo GAZ | Gazprom-RusVelo GAZ       | Gazprom-RusVelo GAZ |
| ------------------- | ------------------------- | ------------------- |
| Num                 | Coureur                   | Pos                 |
| 141                 | Alexander Foliforov (RUS) | 92e                 |
| 142                 | Alexey Tsatevitch (RUS)   | 121e                |
| 143                 | Igor Boev (RUS)           | 156e                |
| 144                 | Evgeny Shalunov (RUS)     | 123e                |
| 145                 | Artem Nych (RUS)          | 39e                 |
| 146                 | Aleksey Rybalkin (RUS)    | 153e                |
| 147                 | Sergey Nikolaev (RUS)     | 100e                |
| 148                 | Ildar Arslanov (RUS)      | 96e                 |
| Directeur sportif : |                           |                     |

| Manzana Postobón MZN | Manzana Postobón MZN     | Manzana Postobón MZN |
| -------------------- | ------------------------ | -------------------- |
| Num                  | Coureur                  | Pos                  |
| 151                  | Ricardo Vilela (POR)     | 17e                  |
| 152                  | Antonio Piedra (ESP)     | 77e                  |
| 153                  | Aldemar Reyes (COL)      | 84e                  |
| 154                  | Hernán Aguirre (COL)     | 55e                  |
| 155                  | Sebastián Molano (COL)   | AB-5                 |
| 156                  | Hernando Bohórquez (COL) | 50e                  |
| 157                  | Jetse Bol (NED)          | 98e                  |
| 158                  | Juan Felipe Osorio (COL) | 56e                  |
| Directeur sportif :  |                          |                      |

| Roompot-Nederlandse Loterij RNL | Roompot-Nederlandse Loterij RNL | Roompot-Nederlandse Loterij RNL |
| ------------------------------- | ------------------------------- | ------------------------------- |
| Num                             | Coureur                         | Pos                             |
| 161                             | Jesper Asselman (NED)           | 70e                             |
| 162                             | André Looij (NED)               | 145e                            |
| 163                             | Jeroen Meijers (NED)            | AB-1                            |
| 164                             | Martijn Tusveld (NED)           | 36e                             |
| 165                             | Taco van der Hoorn (NED)        | AB-5                            |
| 166                             | Sjoerd van Ginneken (NED)       | 129e                            |
| 167                             | Brian van Goethem (NED)         | 127e                            |
| 168                             | Coen Vermeltfoort (NED)         | 101e                            |
| Directeur sportif :             |                                 |                                 |

| Wanty-Groupe Gobert WGG | Wanty-Groupe Gobert WGG        | Wanty-Groupe Gobert WGG |
| ----------------------- | ------------------------------ | ----------------------- |
| Num                     | Coureur                        | Pos                     |
| 171                     | Frederik Backaert (BEL)        | 22e                     |
| 172                     | Thomas Degand (BEL)            | 45e                     |
| 173                     |                                |                         |
| 174                     | Yoann Offredo (FRA)            | 24e                     |
| 175                     | Andrea Pasqualon (ITA)         | 89e                     |
| 176                     | Dion Smith (NZL)               | 38e                     |
| 177                     | Guillaume Van Keirsbulck (BEL) | AB-5                    |
| 178                     | Pieter Vanspeybrouck (BEL)     | 93e                     |
| Directeur sportif :     |                                |                         |

| Efapel EFP          | Efapel EFP              | Efapel EFP |
| ------------------- | ----------------------- | ---------- |
| Num                 | Coureur                 | Pos        |
| 181                 | Sérgio Paulinho (POR)   | 57e        |
| 182                 | Rafael Silva (POR)      | AB-5       |
| 183                 | Daniel Mestre (POR)     | AB-5       |
| 184                 | Henrique Casimiro (POR) | 61e        |
| 185                 | Mateo García (COL)      | 116e       |
| 186                 | António Barbio (POR)    | AB-5       |
| 187                 | Jesús del Pino (ESP)    | 68e        |
| 188                 | Álvaro Trueba (ESP)     | 78e        |
| Directeur sportif : |                         |            |

| LA-Metalusa-BlackJack LAA | LA-Metalusa-BlackJack LAA | LA-Metalusa-BlackJack LAA |
| ------------------------- | ------------------------- | ------------------------- |
| Num                       | Coureur                   | Pos                       |
| 191                       | Edgar Pinto (POR)         | 10e                       |
| 192                       | César Fonte (POR)         | 58e                       |
| 193                       | Luís Afonso (POR)         | 132e                      |
| 194                       | João Matias (POR)         | AB-5                      |
| 195                       | Zulmiro Magalhães (POR)   | AB-5                      |
| 196                       | Samuel Blanco (ESP)       | 148e                      |
| 197                       | Antonio Angulo (ESP)      | 114e                      |
| 198                       | Hugo Sancho (POR)         | 118e                      |
| Directeur sportif :       |                           |                           |

| Louletano-Hospital de Loulé LHL | Louletano-Hospital de Loulé LHL | Louletano-Hospital de Loulé LHL |
| ------------------------------- | ------------------------------- | ------------------------------- |
| Num                             | Coureur                         | Pos                             |
| 201                             | Pedro Paulinho (POR)            | AB-5                            |
| 202                             | Vicente García de Mateos (ESP)  | 31e                             |
| 203                             | Hélder Ferreira (POR)           | AB-5                            |
| 204                             | David de la Fuente (ESP)        | 23e                             |
| 205                             | Luís Mendonça (POR)             | 118e                            |
| 206                             | Nuno Almeida (POR)              | 106e                            |
| 207                             | Sandro Pinto (POR)              | AB-5                            |
| 208                             | Óscar Hernández (ESP)           | 90e                             |
| Directeur sportif :             |                                 |                                 |

| Rally RLY           | Rally RLY            | Rally RLY |
| ------------------- | -------------------- | --------- |
| Num                 | Coureur              | Pos       |
| 211                 | Rob Britton (CAN)    | 82e       |
| 212                 | Matteo Dal-Cin (CAN) | AB-5      |
| 213                 | Adam de Vos (CAN)    | 155e      |
| 214                 | Evan Huffman (USA)   | 94e       |
| 215                 | Colin Joyce (USA)    | AB-5      |
| 216                 | Sepp Kuss (USA)      | 76e       |
| 217                 | Eric Young (USA)     | AB-5      |
| 218                 | Danny Pate (USA)     | 109e      |
| Directeur sportif : |                      |           |

| Rádio Popular-Boavista RPB | Rádio Popular-Boavista RPB | Rádio Popular-Boavista RPB |
| -------------------------- | -------------------------- | -------------------------- |
| Num                        | Coureur                    | Pos                        |
| 221                        | Domingos Gonçalves (POR)   | AB-5                       |
| 222                        | Víctor Etxeberria (ESP)    | 35e                        |
| 223                        | Filipe Cardoso (POR)       | AB-5                       |
| 224                        | Luís Gomes (POR)           | 144e                       |
| 225                        | Pablo Guerrero (ESP)       | 105e                       |
| 226                        | Xuban Errazkin (ESP)       | 49e                        |
| 227                        | Daniel Sánchez (ESP)       | 148e                       |
| 228                        | João Benta (POR)           | 131e                       |
| Directeur sportif :        |                            |                            |

| Sporting-Tavira TAV | Sporting-Tavira TAV       | Sporting-Tavira TAV |
| ------------------- | ------------------------- | ------------------- |
| Num                 | Coureur                   | Pos                 |
| 231                 | Rinaldo Nocentini (ITA)   | 9e                  |
| 232                 | Jesús Ezquerra (ESP)      | 46e                 |
| 233                 | David Livramento (POR)    | 121e                |
| 234                 | Fábio Silvestre (POR)     | 151e                |
| 235                 | Óscar González Brea (ESP) | 154e                |
| 236                 | Alejandro Marque (ESP)    | 13e                 |
| 237                 | Shaun-Nick Bester (RSA)   | 115e                |
| 238                 | Joni Brandão (POR)        | 127e                |
| Directeur sportif : |                           |                     |

| W52-FC Porto W52    | W52-FC Porto W52       | W52-FC Porto W52 |
| ------------------- | ---------------------- | ---------------- |
| Num                 | Coureur                | Pos              |
| 241                 | Amaro Antunes (POR)    | 5e               |
| 242                 | Raúl Alarcón (ESP)     | 86e              |
| 243                 | Ricardo Mestre (POR)   | 73e              |
| 244                 | Jacobo Ucha (ESP)      | AB-5             |
| 245                 | Joaquim Silva (POR)    | 26e              |
| 246                 | Rui Vinhas (POR)       | 65e              |
| 247                 | Tiago Ferreira (POR)   | AB-5             |
| 248                 | António Carvalho (POR) | 75e              |
| Directeur sportif : |                        |                  |